# Pachydactylus oculatus
Pachydactylus oculatus este o specie de șopârle din genul Pachydactylus, familia Gekkonidae, descrisă de John Hewitt în anul 1927. Conform Catalogue of Life specia Pachydactylus oculatus nu are subspecii cunoscute.